# Bang Jeong-hwan
Bang Jeong-hwan (kor. 방정환; ur. 9 listopada 1899 w Seulu, zm. 23 lipca 1931 tamże) – południowokoreański pisarz literatury młodzieżowej i dziecięcej, aktywista na rzecz praw dziecka.
Za jego przyczyną w Korei Południowej zaczęto obchodzić Dzień Dziecka.

## Życiorys
Bang Jeong-hwan urodził się 9 listopada 1899 w Seulu (Korea Południowa). Po ukończeniu Posung School podjął studia na kierunku psychologia dziecięca i literatura dziecięca w Toyo College w Japonii. Bang zmarł z powodu niewydolności nerek w dniu 23 lipca 1931.